# Stazione di Lindau-Insel
La stazione di Lindau-Insel (letteralmente: «Lindau isola») è una stazione ferroviaria della città tedesca di Lindau.
Fino al 13 dicembre 2020 era la stazione principale della città ed era denominata Lindau Hauptbahnhof («Lindau Centrale»).